# Gisbert Fanselow
Gisbert Fanselow (* 20. Juni 1959 in Landshut; † 17. September 2022) war ein deutscher Linguist.

## Leben
Gisbert Fanselow studierte von 1977 bis 1980 Politikwissenschaft und Linguistik an der Universität Regensburg, danach bis zum Magisterabschluss 1983 Theoretische Linguistik sowie deutsche und englische Sprachwissenschaft an der Universität Konstanz. Von 1983 bis 1993 arbeitete er an der Universität Passau, wo er 1985 promovierte und 1989 habilitierte. 1992 vertrat er als Gastprofessor Hubert Haider an der Universität Stuttgart. Von 1993 bis 2022 war er ordentlicher Professor für Grammatiktheorie (Syntax und Morphologie) an der 1991 gegründeten Universität Potsdam, deren Institut für Linguistik er gemeinsam mit Gisa Rauh aufbaute und von 1993 bis 1994 leitete. 1994 bis 1999 war er Sprecher des Innovationskollegs „Formale Modelle kognitiver Komplexität“ und 1999 bis 2003 Sprecher der DFG-Forschergruppe „Konfligierende Regeln“.
Seine 1987 gemeinsam mit Sascha W. Felix verfasste und in den UTB erschienene Sprachtheorie war gemeinsam mit Sprachliches Wissen von Günther Grewendorf, Fritz Hamm und Wolfgang Sternefeld (ebenfalls 1987 veröffentlicht) an deutschen Universitäten eines der meistbenutzten Textbücher zur Einführung in die Grammatiktheorien Noam Chomskys.
Fanselow war auch im Bereich Klimaschutz sehr aktiv. Er hat sich in diversen Gremien der Universität Potsdam für Klimaschutz eingesetzt und sich auch innerhalb von Fachorganisationen wie der DFG und der Deutschen Gesellschaft für Sprachwissenschaft für klimakompatibles Handeln engagiert. Er war bei Scientists For Future aktiv. Zusammen mit Martina Schäfer von der TU Berlin und Stefan Müller von der HU Berlin hat er Climatewednesday gegründet, eine Gruppe von Wissenschaftlern der Berliner Hochschulen und der Universität Leipzig, die mittwochs eine Stunde gestreikt haben bzw. in ihrer Mittagspause Mahnwachen und Informationsveranstaltungen zum Klima abgehalten haben. Fanselow hat mit Schäfer und Müller eine Selbstverpflichtungskampagne zum Verzicht auf dienstliche Kurzstreckenflüge an den Hochschulen und Forschungseinrichtungen in Berlin und Brandenburg organisiert, bei der insgesamt 1728 Wissenschaftler und Wissenschaftlerinnen sich verpflichtet haben, zu Zielen, die unter 12 Stunden mit der Bahn zu erreichen sind, nicht mit dem Flugzeug zu reisen. Diese Aktion wurde dann von den Scientists for Future bundesweit in der Kampagne „Unter 1000 mach' ich's nicht.“ weitergeführt. Dort haben sich über 4000 Wissenschaftler verpflichtet, Kurzstrecken unter 1000 km nicht mehr aus dienstlichen Gründen zu fliegen.
Fanselow lebte mit seiner Frau und seinen zwei Söhnen in Potsdam. In seiner Freizeit widmete er sich der Ornithologie.

## Schriften
- Zur Syntax und Semantik der Nominalkomposition. Ein Versuch praktischer Anwendung der Montague-Grammatik auf die Wortbildung im Deutschen. Niemeyer, Tübingen 1981. ISBN 3-484-30107-4
- Konfigurationalität. Untersuchungen zur Universalgrammatik am Beispiel des Deutschen. Narr, Tübingen 1987. ISBN 3-87808-829-9
- (mit Sascha W. Felix) Sprachtheorie. Eine Einführung in die generative Grammatik. (2 Bände) Francke, Tübingen 1987. ISBN 3-7720-1731-2 (Band 1: Grundlagen und Zielsetzungen), ISBN 3-7720-1732-0 (Band 2: Die Rektions- und Bindungstheorie)
- (hrsg. mit Sascha W. Felix) Strukturen und Merkmale syntaktischer Kategorien. Narr, Tübingen 1991. ISBN 3-8233-4740-3
- Minimale Syntax. Groningen 1991 (Habilitationsschrift)
- (hrsg. mit Susan Olsen) „DET, COMP und INFL“. Zur Syntax funktionaler Kategorien und grammatischer Funktionen. Niemeyer, Tübingen 1991. ISBN 3-484-30263-1
- (hrsg.) The Parametrization of Universal Grammar. Benjamins, Amsterdam 1993. ISBN 1-55619-226-6
- (mit Matthias Schlesewsky, Damir Ćavar, Reinhold Kliegl): Optimal parsing: Syntactic parsing preferences and Optimality Theory. Rutgers U. 1999 ROA 367 (PDF-Datei; 113 kB)
- (mit Caroline Féry) A short treatise of optimality theory. Universität Potsdam 2002. ISBN 3-935024-54-1